# Golden Globe 1987
La 44ª edizione della cerimonia di premiazione di Golden Globe si è tenuta il 31 gennaio 1987 al Beverly Hilton Hotel di Beverly Hills, California.
Candace Savalas, figlia di Telly Savalas, è stata la Golden Globe Ambassador dell'edizione.

## Premi per il cinema
Vengono di seguito indicati in grassetto i vincitori. Ove ricorrente e disponibile, viene indicato il titolo in lingua italiana e quello in lingua originale tra parentesi.

### Miglior film drammatico
- Platoon (Platoon), regia di Oliver Stone
- Figli di un Dio minore (Children of a Lesser God), regia di Randa Haines
- Mission (The Mission), regia di Roland Joffé
- Mona Lisa (Mona Lisa), regia di Neil Jordan
- Camera con vista (A Room with a View), regia di James Ivory
- Stand by Me - Ricordo di un'estate (Stand by Me), regia di Rob Reiner

### Miglior film commedia o musicale
- Hannah e le sue sorelle (Hannah and Her Sisters), regia di Woody Allen
- Crimini del cuore (Crimes of the Heart), regia di Bruce Beresford
- Mr. Crocodile Dundee (Crocodile Dundee), regia di Peter Faiman
- Su e giù per Beverly Hills (Down and Out in Beverly Hills), regia di Paul Mazursky
- La piccola bottega degli orrori (Little Shop of Horrors), regia di Frank Oz
- Peggy Sue si è sposata (Peggy Sue Got Married), regia di Francis Ford Coppola

### Miglior regista
- Oliver Stone - Platoon (Platoon)
- Woody Allen - Hannah e le sue sorelle (Hannah and Her Sisters)
- Roland Joffé - Mission (The Mission)
- James Ivory - Camera con vista (A Room with a View)
- Rob Reiner - Stand by Me - Ricordo di un'estate (Stand by Me)

### Miglior attore in un film drammatico
- Bob Hoskins - Mona Lisa (Mona Lisa)
- Dexter Gordon - Round Midnight - A mezzanotte circa (Round Midnight)
- William Hurt - Figli di un Dio minore (Children of a Lesser God)
- Paul Newman - Il colore dei soldi (The Color of Money)
- Jeremy Irons - Mission (The Mission)
- Harrison Ford - Mosquito Coast (The Mosquito Coast)

### Migliore attrice in un film drammatico
- Marlee Matlin - Figli di un Dio minore (Children of a Lesser God)
- Anne Bancroft - Una finestra nella notte ('night, Mother)
- Sigourney Weaver - Aliens - Scontro finale (Aliens)
- Julie Andrews - Duet for One (Duet for One)
- Farrah Fawcett - Oltre ogni limite (Extremities)

### Miglior attore in un film commedia o musicale
- Paul Hogan - Mr. Crocodile Dundee (Crocodile Dundee)
- Matthew Broderick - Una pazza giornata di vacanza (Ferris Bueller's Day Off)
- Danny DeVito - Per favore, ammazzatemi mia moglie (Ruthless People)
- Jeff Daniels - Qualcosa di travolgente (Something Wild)
- Jack Lemmon - Così è la vita (That's Life!)

### Migliore attrice in un film commedia o musicale
- Sissy Spacek - Crimini del cuore (Crimes of the Heart)
- Bette Midler - Su e giù per Beverly Hills (Down and Out in Beverly Hills)
- Kathleen Turner - Peggy Sue si è sposata (Peggy Sue Got Married)
- Melanie Griffith - Qualcosa di travolgente (Something Wild)
- Julie Andrews - Così è la vita (That's Life!)

### Migliore attore non protagonista
- Tom Berenger - Platoon (Platoon)
- Dennis Hopper - Velluto blu (Blue Velvet)
- Michael Caine - Hannah e le sue sorelle (Hannah and Her Sisters)
- Dennis Hopper - Colpo vincente (Hoosiers)
- Ray Liotta - Qualcosa di travolgente (Something Wild)

### Migliore attrice non protagonista
- Maggie Smith - Camera con vista (A Room with a View)
- Mary Elizabeth Mastrantonio - Il colore dei soldi (The Color of Money)
- Linda Kozlowski - Mr. Crocodile Dundee (Crocodile Dundee)
- Dianne Wiest - Hannah e le sue sorelle (Hannah and Her Sisters)
- Cathy Tyson - Mona Lisa (Mona Lisa)

### Migliore sceneggiatura
- Robert Bolt - Mission (The Mission)
- David Lynch - Velluto blu (Blue Velvet)
- Woody Allen - Hannah e le sue sorelle (Hannah and Her Sisters)
- Neil Jordan e David Leland - Mona Lisa (Mona Lisa)
- Oliver Stone - Platoon (Platoon)

### Migliore colonna sonora originale
- Ennio Morricone - Mission (The Mission)
- Herbie Hancock - Round Midnight - A mezzanotte circa (Round Midnight)
- Miles Goodman - La piccola bottega degli orrori (Little Shop of Horrors)
- Maurice Jarre - Mosquito Coast (The Mosquito Coast)
- Harold Faltermeyer - Top Gun (Top Gun)

### Migliore canzone originale
- Take My Breath Away, musica di Giorgio Moroder, testo di Tom Withlock - Top Gun (Top Gun)
- Somewhere Out There, musica di James Horner e Barry Mann, testo di Cynthia Weil - Fievel sbarca in America (An American Tail)
- Glory of Love, musica di Peter Cetera e David Foster, testo di Peter Cetera e Diane Nini - Karate Kid II - La storia continua... (The Karate Kid Part II)
- Sweet Freedom, testo e musica di Rod Temperton - Una perfetta coppia di svitati (Running Scared)
- Life in a Looking Glass, musica di Henry Mancini, testo di Leslie Bricusse - Così è la vita (That's Life)
- They Don't Make Them Like They Used to, testo e musica di Burt Bacharach, Carole Bayer Sager e Kenny Rogers - Due tipi incorreggibili (Tough Guys)

### Miglior film straniero
- Assault (De aanslag), regia di Fons Rademakers (Paesi Bassi)
- Tre uomini e una culla (3 hommes et un couffin), regia di Coline Serreau (Francia)
- Betty Blue (37°2 le matin), regia di Jean Jacques Beineix (Francia)
- Ginger e Fred, regia di Federico Fellini (Italia)
- Otello, regia di Franco Zeffirelli (Italia)

## Premi per la televisione
Vengono di seguito indicati in grassetto i vincitori. Ove ricorrente e disponibile, viene indicato il titolo in lingua italiana e quello in lingua originale tra parentesi.

### Miglior serie drammatica
- Avvocati a Los Angeles (L.A. Law)
- New York New York (Cagney & Lacey)
- Dynasty (Dynasty)
- Miami Vice (Miami Vice)
- La signora in giallo (Murder, She Wrote)
- A cuore aperto (St. Elsewhere)

### Miglior serie commedia o musicale
- Cuori senza età (The Golden Girls)
- Cin cin (Cheers)
- I Robinson (The Cosby Show)
- Casa Keaton (Family Ties)
- Moonlighting (Moonlighting)

### Miglior mini-serie o film per la televisione
- Promise (Promise), regia di Glenn Jordan
- Pietro il Grande (Peter the Great), regia di Marvin J. Chomsky e Lawrence Schiller
- Anastasia - L'ultima dei Romanov (Anastasia: The Mystery of Anna), regia di Marvin J. Chomsky
- La colomba di Natale (Christmas Eve), regia di Stuart Cooper
- A un passo dalla follia (Nobody's Child), regia di Lee Grant
- Cause innaturali (Unnatural Causes), regia di Lamont Johnson

### Miglior attore in una serie drammatica
- Edward Woodward - Un giustiziere a New York (The Equalizer)
- John Forsythe - Dynasty (Dynasty)
- William Devane - California (Knots Landing)
- Tom Selleck - Magnum, P.I. (Magnum, P.I.)
- Don Johnson - Miami Vice (Miami Vice)

### Miglior attore in una serie commedia o musicale
- Bruce Willis - Moonlighting (Moonlighting)
- Ted Danson - Cin cin (Cheers)
- Bill Cosby - I Robinson (The Cosby Show)
- Michael J. Fox - Casa Keaton (Family Ties)
- Tony Danza - Casalingo Superpiù (Who's the Boss?)

### Miglior attore in una mini-serie o film per la televisione
- James Woods - La promessa (Promise)
- Jan Niklas - Pietro il Grande (Peter the Great)
- Mark Harmon - Il mostro (The Deliberate Stranger)
- James Garner - Promise (Promise)
- John Ritter - Cause innaturali (Unnatural Causes)

### Miglior attrice in una serie drammatica
- Angela Lansbury - La signora in giallo (Murder, She Wrote)
- Tyne Daly - New York New York (Cagney & Lacey)
- Sharon Gless - New York New York (Cagney & Lacey)
- Joan Collins - Dynasty (Dynasty)
- Connie Sellecca - Hotel (Hotel)

### Miglior attrice in una serie commedia o musicale
- Cybill Shepherd - Moonlighting (Moonlighting)
- Beatrice Arthur - Cuori senza età (The Golden Girls)
- Estelle Getty - Cuori senza età (The Golden Girls)
- Rue McClanahan - Cuori senza età (The Golden Girls)
- Betty White - Cuori senza età (The Golden Girls)

### Miglior attrice in una mini-serie o film per la televisione
- Loretta Young - La colomba di Natale (Christmas Eve)
- Amy Irving - Anastasia - L'ultima dei Romanov (Anastasia: The Mystery of Anna)
- Farrah Fawcett - Il coraggio di non dimenticare (Nazi Hunter: The Beate Klarsfeld Story)
- Marlo Thomas - A un passo dalla follia (Nobody's Child)
- Vanessa Redgrave - Second Serve (Second Serve)

### Miglior attore non protagonista in una serie
- Jan Niklas - Anastasia - L'ultima dei Romanov (Anastasia: The Mystery of Anna)
- John Hillerman - Magnum, P.I. (Magnum, P.I.)
- Trevor Howard - Christmas Eve (Christmas Eve)
- Ron Leibman - Christmas Eve (Christmas Eve)
- Tom Conti - Il coraggio di non dimenticare (Nazi Hunter: The Beate Klarsfeld Story)

### Miglior attrice non protagonista in una serie
- Olivia de Havilland - Anastasia - L'ultima dei Romanov (Anastasia: The Mystery of Anna)
- Rhea Perlman - Cin cin (Cheers)
- Justine Bateman - Casa Keaton (Family Ties)
- Lilli Palmer - Pietro il Grande (Peter the Great)
- Geraldine Page - Il coraggio di non dimenticare  (Nazi Hunter: The Beate Klarsfeld Story)
- Piper Laurie - Promise (Promise)

## Premi onorari
- Golden Globe alla carriera: Anthony Quinn